# فرانك زجارينو
فرانك زجارينو (بالإنجليزية: Frank Zagarino)‏ هو ممثل أمريكي، ولد في 19 ديسمبر 1950 بلوس أنجلوس في الولايات المتحدة.

## أعمال

### أفلام
- (1987) اغتيال

## وصلات خارجية
- فرانك زجارينو على موقع IMDb (الإنجليزية)
- فرانك زجارينو على موقع ألو سيني (الفرنسية)
- فرانك زجارينو على موقع أول موفي (الإنجليزية)
- فرانك زجارينو على موقع قاعدة بيانات الفيلم (الإنجليزية)